# 弗雷德·特朗普
弗雷德里克·克里斯特·「弗雷德」·特朗普（英語：Frederick Christ "Fred" Trump，1905年10月11日—1999年6月25日），生於美國紐約市皇后區，是一名美国房地产开发者。第45任及第47任美國總統唐纳德·特朗普和美国上诉法官瑪麗安娜·特朗普都是他的孩子。

## 生平
川普出生于布朗克斯区的东特利蒙特大道。他是德国移民伊丽莎白（娘家姓克里斯特）和弗雷德里克·特朗普的三个孩子之一，弟弟约翰和妹妹伊丽莎白·特朗普·沃尔特斯。他的父亲在1885年从德国莱茵兰-普法尔茨的一个小镇卡尔施塔特移民到了纽约，在1900年曾短暂地返回德国并且结婚，然后又去了纽约。
1927年，特朗普在皇后区的三K党集会上被捕了，然后未经审判获得释放。

### 他的成功
在纽约州1925年的人口普查中，名单上填写的特朗普的职业为“木匠”。1920年，在特朗普15岁时加入房地产开发和施工行业，与一位积极的合作伙伴，他的母亲伊麗莎白·克里斯蒂·特朗普一起成立Elizabeth Trump & Son公司。她在他21岁之前为他签发支票。1927年，当特朗普22岁时，E. Trump & Son 公司正式注册。
20世纪20年代末，特朗普开始在皇后区投建每户售价3990美元的独立住宅。大萧条中的30年代中期，他在皇后区木巷开立的特朗普商场通过广告“自己吃任你选！”而一炮打响，帮助开拓了超级商场的概念。仅仅在一年后，特朗普因为可观的收购价而把它出售给了库伦王连锁超市。库伦王公司至今仍然在萨福克郡地区营业。

## 个人生活
1936年，特朗普和苏格兰移民瑪麗·安妮·麥克勞德·特朗普结婚（1912年5月10日出生于苏格兰的斯托诺韦；2000年8月7日于纽约新海德公园去世）。她的出生地是在苏格兰的刘易斯和哈里斯。1930年5月2日，穷困潦倒中她离开格拉斯哥乘坐SS Transylvania号移民到美国，抵达纽约后的第二天是她18岁生日，在外侨乘客名单上，她填写了三条申报：她寻求永久移民美国，她需要一份工作，她绝不返回她原来的国家。她申明她的职业是“家庭的”意思是一个仆人或在家庭服务的女仆，像她的妹妹玛丽·琼一样。麦克劳德带着身上钱包里的50美元抵达纽约，然后做了至少4年家庭女仆。1934年年中乘SS Cameronia号回纽约之前某段时间她返回了苏格兰，1934年9月12日抵达美国，她行程携带着1934年3月3日获得的来自华盛顿的“再入境许可证”—这样的许可证只授予打算留下来成为美国公民的移民，她再一个被列为“家庭的”，并且表明将要去和她妹妹凯瑟琳·里德一起生活。
1940年的人口普查记录表明，在1935年4月，玛丽·安妮住在纽约德文郡路175/24号，这是特朗普家庭的居住地址。1940年的人口普查还错误地记录了玛丽·安是一个归化入籍的美国公民。但这个错误没有被发现，直到1942年3月10日她加入美国籍。
特朗普和玛丽邂逅并结婚后，这对夫妻一共生了5个孩子：瑪麗安娜·特朗普·巴里（Maryanne Trump Barry，1937年4月15日－），联邦上诉法院法官；小弗雷德·特朗普（Fredrick Christ Trump, Jr.，1938年10月14日－1981年9月16日），因酗酒并发症先于父亲去世；伊丽莎白·特朗普·格勞 （Elizabeth Trump Grau，1942年4月10日－），大通曼哈顿银行的行政助理；唐纳德·特朗普 （Donald John Trump，1946年6月14日－），川普集團的主要繼承者；和羅伯特·特朗普 （Robert Stewart Trump，1948年8月26日－2020年8月15日），任父亲物业管理公司的总裁。
尽管弗雷德·特朗普的双亲皆出生于德国，但弗雷德在第二次世界大战后告诉他的朋友和熟人们，他的家族源自于瑞典。根据他的外甥约翰·沃尔特所说，“特朗普的客户中有大量犹太人租户，在那段时间表明自己是德国人并非好事”

## 职业生涯中期
二战期间，特朗普在沿东海岸各大船厂附近为美国海军人员建造兵营和花园公寓，包括宾夕法尼亚的切斯特，弗吉尼亚州的纽波特纽斯和诺福克。战后, 他为退伍老兵的家属而增建了适合中等偏下收入购买的住房，1949年间在本森赫斯特建造了肖沙湾系列建筑，1950年间在康尼岛附近建造了共2700户的天堂海滩公寓，1963年间他在康尼岛建造了3800间公寓组成的特朗普村，以此与皇后区开发的公寓楼复合体勒弗拉克之城竞争。特朗普继续在纽约通过建造大型公寓大楼运营廉租房，包括分布在康尼岛、本森赫斯特、羊头湾、弗拉特布什、布莱顿海滩、布鲁克林、皇后区的法拉盛和牙买加庄园的超过27000户的低收入多户公寓和排屋。
从1950年开始，民谣歌手伍迪格斯是弗雷德·特朗普在布鲁克林的众多公寓大楼其中一栋里的租户，记录了他厌恶特朗普这样的房东，写歌词“在人心的血斑中”指责他煽动种族仇恨。

### 暴利调查
1954年特朗普因公共合同漏洞谋取暴利被美国参议院委员会调查，包括指控他夸大虚报他的海滩天堂馆370万美元，同年威廉·F·麦肯纳在参议院银行委员会听证会任命调查联邦住房管理局内部的‘丑闻’，引用弗雷德·C·特朗普和他的合伙人威廉·托马塞洛作为营造商如何利用联邦住房管理局谋取暴利的案例。麦肯纳说他们俩曾花34200美元买下一块土地，然后以租期99年每年60000美元的价格出租给他们的公司。如果他们在其上建造的公寓违约，联邦住房管理局将为此欠下150万美元。麦肯纳说特朗普和托马塞洛获得了比建造公寓所花费的成本多出350万美元的贷款，特朗普在次月参议院银行委员会调查“暴利”之前供述，他说若联邦住房管理局在法规中设立严格限制发放贷款的条款，营造商将不会在过期战后贷款保险计划下建造公寓1954年9月，继特朗普的供述, 2500名天堂海滩公寓的租户起诉特朗普和联邦住房管理局，声称营造商谋取暴利和他们获得了比实际建设成本多400万美元的贷款，而且租金因此不切实际地夸大了。

### 儿子成为公司总裁
1968年他22岁的儿子唐纳德·特朗普加入了他的Trump Management公司，1974年成为总裁,并且在1980年改名特朗普集团. 在1970年代中期，唐纳德从父亲那里获得了超过1400万美元的贷款（唐纳德后来声称只有100万美元）。 唐纳德（Donald）说起他的早期职业，“这是对我好你知道，作为他的儿子，对我来说可能是竞争，这样，曼哈顿的事务只属于我一个人掌管”。

### 民权诉讼
1973年，美国司法部民权司提起民事权利诉讼控告特朗普集团拒绝把公寓出租给黑人。 在城市联盟组织在特朗普拥有的复合式公寓里进行黑白不同肤色的人申请承租的测试中，白人租到了公寓，黑人没有。根据法庭记录，四个主管或租赁代理告发承租申请表是送到总部办公司通过种族分类方式进行批准或拒绝的。1979年《乡村之音》的一篇文章援引一位租赁代理说特朗普指示他不要把公寓租给黑人,并鼓励现有黑人租户离开。1975年,同意法令被司法部的住房部门的负责人称为“有史以来最深远的谈判之一”，要求特朗普在关键广告宣传单中标明公寓空置率并且向城市联盟组织登记空置率。司法部随后抱怨说，持续的“始作俑者特朗普集团频繁发生的种族歧视行为已经造成了人们充分享受平等机会的实质性障碍。

## 财富与财产
尽管是百万富翁，特朗普还以节俭著称，例如在工地上拾捡不能使用的钉子，虽然如此他也坚持每三年买一台新的宝蓝色凯迪拉克，使用编号“FCT”的车牌。截至他去世的时候，特朗普已经积累了价值约2.5至3亿美元的财富。

## 晚年与死亡
特朗普被阿尔茨海默氏症折磨了6年，在1999年6月因肺炎病倒，被送往新海德公园的长岛犹太医学中心治疗，几个星期后死亡。